# Kirsten (Vorname)
Kirsten ist als männlicher und weiblicher Vorname zulässig. Heute wird dieser überwiegend weiblich verwendet. Bei Verwendung für eine männliche Person muss in Deutschland nach aktuellem Namensrecht (2019) kein zweiter, eindeutig männlicher Vorname mehr hinzugefügt werden.

## Herkunft und Bedeutung
Kirsten ist eine skandinavische Abwandlung von Christine. Es bedeutet so viel wie die Christliche, die Gottestreue, die von Christus gesalbte. Ursprünglich war der Name Kirsten ebenso wie Evelyn ein Männername als Abwandlung zu Christian.

## Namenstag
- als männlicher Name: 14. Mai
- als weiblicher Name: 6. November, 15. Dezember, 24. Juli (nach der Hl. Christina von Bolsena) (je nach Abstammung des Namens)

## Bekannte Namensträgerinnen
- Kirsten Block (* 1960), deutsche Schauspielerin
- Kirsten Boie (* 1950), deutsche Schriftstellerin
- Kirsten Bolm (* 1975), deutsche Leichtathletin
- Kirsten Bråten Berg (* 1950), norwegische Folk-Sängerin
- Kirsten Bruhn (* 1969), deutsche Behindertensportlerin
- Kirsten Böttner (* 1963), deutsche Politikerin
- Kirsten Lee Clark (* 1977), US-amerikanische Skirennläuferin
- Kirsten Dene (* 1943), deutsche Schauspielerin
- Kirsten Dunst (* 1982), deutschamerikanische Schauspielerin
- Kirsten Emmelmann (* 1961), deutsche Leichtathletin
- Kirsten Erl (1966–2017), deutsche Fernsehrichterin
- Kirsten Fehrs (* 1961), deutsche Geistliche, Bischöfin des Sprengels Hamburg und Lübeck
- Kirsten Flagstad (1895–1962), norwegische Sängerin (Sopran)
- Kirsten Fründt (1967–2022), deutsche Kommunalpolitikerin (SPD)
- Kirsten Fuchs (* 1977), deutsche Schriftstellerin
- Kirsten Hager (* 1952), deutsche Filmproduzentin
- Kirsten Harms (* 1956), deutsche Theaterregisseurin
- Kirsten Heiberg (1907–1976), norwegische Sängerin
- Kirsten Heisig (1961–2010), deutsche Juristin
- Kirsten Holst (1936–2008), dänische Schriftstellerin
- Kirsten Jessen (1922–2000), dänische Schauspielerin und Tänzerin
- Kirsten John-Stucke (* 1966), deutsche Historikerin
- Kirsten Jüngling (* 1949), deutsche Publizistin
- Kirsten Klingenberg (* 1968), deutsche Rechtsanwältin und TV-Darstellerin
- Kirsten Kuhlmann (* 1969), deutsche Juristin, Richterin am Bundesverwaltungsgericht
- Kirsten Krüger (* 1955), deutsche Tischtennisspielerin
- Kirsten McGarry (* 1985), irische Skirennläuferin und Skicrosserin
- Kirsten Müller-Vahl (* 1964), deutsche Ärztin
- Kirsten Münchow (* 1977), deutsche Hammerwerferin
- Kirsten Myklevoll (1928–1996), norwegische Politikerin
- Kirsten Nelson, US-amerikanische Schauspielerin
- Kirsten Niehuus (* 1959), deutsche Geschäftsführerin
- Kirsten Rüther (* 1966), deutsche Afrikanistin, Hochschullehrerin
- Kirsten Schwalbe (* 1914), dänische Altersrekordlerin und älteste in Dänemark lebende Person
- Kirsten Tackmann (* 1960), deutsche Politikerin
- Kirsten Vangsness (* 1972), amerikanische Schauspielerin
- Kirsten Walther (1933–1987), dänische Schauspielerin
- Kirsten Zien (* 1990), kanadische Schauspielerin

## Bekannter Namensträger
- Kirsten Zöllner (* 1981), deutscher Basketballspieler

## Varianten
Kerstin, Kirstin, Keri, Kiki, Kirsi